# František Kaberle (1951)
František Kaberle starší (* 6. srpna 1951 Kladno) je bývalý český hokejista, hrající na pozici obránce. Otec hokejistů Františka a Tomáše. Dlouholetý hráč SONP Kladno, se kterým se stal pětkrát mistrem republiky (1975, 1976, 1977, 1978 a 1980). V roce 2010 byl uveden do Síně slávy českého hokeje.

## Reprezentace
S československou hokejovou reprezentací se zúčastnil MS 1975, MS 1976, KP 1976, MS 1977, MS 1978, MS 1979 a ZOH 1980.